# Silvestro Pistolesi
Silvestro Pistolesi (Firenze, 28 novembre 1943 – Firenze, 28 aprile 2022) è stato un pittore italiano.

## Biografia
Silvestro Pistolesi nasce il 28 novembre 1943 a Firenze. L’attitudine al disegno emerge fin dall’età scolare, così s’iscrive alla Scuola d’Arte di Porta Romana e poi all’Accademia Cappiello. Dopo l’Accademia, frequenta lo studio di Nerina Simi. 
Nel 1961 durante un incontro tra la gioventù francescana di Montughi, conosce Antonio Ciccone, pittore allievo di Pietro Annigoni, il quale lo introduce nello studio di quest'ultimo. Pistolesi vi rimarrà per dieci anni, approfondendo l’uso di varie tecniche pittoriche, in particolare il processo di “velatura”. 
La sua prima mostra personale è nel 1972 a Londra, presso la Arts Unlimited Gallery, la quale lo pone davanti all’attenzione della critica internazionale. 
Nel 1967 e nel 1974 realizza i primi affreschi La Cena in Emmaus e La vecchina nella chiesa di San Michele Arcangelo a Ponte Buggianese, cui fanno seguito quelli più famosi nell’Abbazia di Montecassino nel maggio del 1993: La Cena in Emmaus nel refettorio del Monastero e, nel corso degli anni, le tavole nella terza cappella della navata sinistra dell’Abbazia: San Paolo che scrive le Lettere, San Pietro in carcere, e la pala d’altare L’incontro tra San Pietro e San Paolo.
Pregevoli opere del Maestro sono apprezzabili anche presso la Chiesa di San Francesco a Montecatini Terme.

## Opere
Le tecniche pittoriche di Silvestro Pistolesi variano dalle tempere grasse alle acqueforti, dai disegni agli oli, dagli affreschi alle sanguigne.
Il disegno che più usa è quello in punta di lapis, ma un’altra tecnica di disegno che spesso utilizza è la sanguigna, che consente un uso più manuale del chiaro-scuro sfumando il tratto con le dita. 
La sua opera è spesso definita come moderno-rinascimentale al limite fra simbolismo e realismo magico. 
Una tecnica spesso usata dall'artista è quella dell'affresco, con la quale sono state realizzate le figure d’ispirazione biblica come le Nozze di Cana a Figline Valdarno e la Cena in Emmaus nell’Abbazia di Montecassino.

## Mostre
- 2017 - Lo Sguardo e L'Anima - Borgo di Serignana, Il Castagno d'Andrea, San Godenzo, Firenze
- 2015 - Antologica-Palazzo Medici Riccardi, Firenze;
- 2014 - Palazzo Mezzacapo, Maiori (Sa);
- 2013 - Galleria Villicana D'Annibale, Arezzo;
- 2012 - Galleria Villicana D'Annibale, Arezzo;
- 2012 - Polo Espositivo Casa Rossa, Pontassieve (FI);
- 2012 - Galleria Villicana D'Annibale, Arezzo;
- 2010 - Museum of Art, Cape Cod (MA);
- 2009 - Antichità Via dei Fossi, Firenze;
- 2008 - Confraternita di Misericordia, Poggibonsi (Si);
- 2008 - Confraternita di Misericordia, Poggibonsi (Si);
- 2008 - Cafeteria Pitti, Valencia (ES);
- 2008 - Galleria Ars Antiqua, Bergamo;
- 2006 - Chiesa di Santa Maria Assunta, Positano;
- 2006 - Galleria L'incontro, Cremona;
- 2005 - Galleria al Tarlo, Villa San Giovanni (RC);
- 2003 - Galleria al Tarlo, Villa San Giovanni (RC);
- 2002 - Galleria L'incontro, Verona;
- 2002 - Galleria L'incontro, Cremona;
- 2000 - Centro Culturale S.Bartolomeo, Bergamo;
- 2000 - Wolffer Estate & Culteral Center, Sagaponak, L.I. New York;
- 1999 / 2000 / 2001 - Galleria L'incontro, Verona;
- 1999 / 2001 - Galleria al Tarlo, Villa San Giovanni (RC);
- 1999 - Galleria La Fenice, Cassino (FR);
- 1998 - Museo Italo-Americano, San Francisco;
- 1997 / 2000 - Galleria L'incontro, Cremona;
- 1996 - Antichi Arsenali Navali, Amalfi (SA);
- 1996 - Villa Casagrande, Figline V.no (FI);
- 1995 / 1997 - Galleria L'incontro, Verona;
- 1994 - Galleria Ciferri, Brescia;
- 1991 / 1993 / 1995 - Galleria L'incontro, Cremona;
- 1991 / 1995 - Galleria al Tarlo, Villa San Giovanni (RC);
- 1990 / 1992 / 1994 - Galleria L'incontro, Cremona;
- 1990 - Osteria 1 rosso, Firenze;
- 1989 / 1990 / 1991 - Galleria Bramante, Vicenza;
- 1984 / 1988 / 1990 - Galleria Grafica e Arte, Bergamo;
- 1982 - Galleria L'incontro, Chiari (Bs);
- 1979 / 1981 / 1985 - Galleria L'incontro, Cremona;
- 1978 - Florence Art Gallery, Dallas;
- 1977 - Galleria Spinetti, Firenze;
- 1975 - Galleria Lepri, Pisa;
- 1973 / 1974 - Galleria La Torre, Bergamo;
- 1972 - Ars Unlimited Gallery, London;
- 1966 -  Vigoroux's Gallery, Palm Beach.